# Салами, Гболахан
Фуад Гболахан Салами (англ. Fuad Gbolahan Salami; род. 15 апреля 1991, Ибадан) — нигерийский футболист, нападающий.

## Карьера
Футбольную карьеру начал в 2008 году на родине, в составе футбольного клуба «Саншайн Старз». В 2010 году перешёл в другой нигерийский клуб «Шутинг Старз». В 2014 году подписал контракт с клубом «Варри Вульвс» в составе которого стал лучшим бомбардиром чемпионата Нигерии по футболу. В 2015 году был арендован сербским клубом «Црвена Звезда», но в сербской суперлиге не провёл ни одного матча. В 2016 году стал игроком финского КуПс.
В январе 2018 года был заочно подписан в казахстанский клуб «Иртыш». Но в июле 2018 года Фуада также заочно отзаявили из команды.

## Достижения
- Лучший бомбардир чемпионата Нигерии: 2014/15 (17 мяча)